# فريدرش غابرييل زولسر
فريدرش غابرييل زولسر (بالألمانية: Friedrich Gabriel Sulzer) هو عالم طبيعة ألماني عاش بين القرنين الثامن عشر والتاسع عشر، في الفترة ما بين سنتي 1749 - 1830.
كان عالماً في الطب وكذلك في علم المعادن. وتمكن بمساعدة يوهان فريدريش بلومنباخ من وصف معدن جديد مكتشف في إسكتلندا، وأطلق عليه اسم سترونتيانيت نسبة إلى قرية سترونتيان.